# Condor Voyager
Le Condor Voyager est un ferry catamaran rapide qui appartient à Brittany Ferries. Affrété depuis 2021 par Condor Ferries, il assure des liaisons entre Saint-Malo, Jersey et Guernesey. 
Construit en 2000 par INCAT en Tasmanie, le navire a été initialement nommé Incat Tasmania puis rapidement The Lynx  lorsqu'il assurait la liaison entre les deux principales îles de Nouvelle-Zélande puis Normandie Express à partir de 2005 pour des liaisons entre la France et l'Angleterre.  

## Historique

### Incat Tasmania
Ce catamaran rapide est construit par INCAT dans ses chantiers navals de Tasmanie en 2000. Il est utilisé comme centre de conférence flottant par l'Australian Trade Commission pendant les Jeux olympiques de Sydney de 2000.

### The Lynx
À la fin de 2000, il est affrété par la compagnie néo-zélandaise Tranz Rail. Rebaptisé The Lynx, il dessert la ligne Picton — Wellington entre l'île du Sud  et l'île du Nord en Nouvelle-Zélande. Il est rendu à INCAT en 2003.

### Normandie Express
En 2004, P&O Ferries annonce qu'elle arrête l'exploitation de ses lignes entre Portsmouth et la France. Brittany Ferries décide d'utiliser un navire rapide pour offrir un service en remplacement ; The Lynx est affrété pour desservir Cherbourg et Caen (Ouistreham) depuis Portsmouth. Rebaptisé Normandie Express, il fait route vers la France en 2005. Il fait escale en Indonésie pour y déposer du matériel et des équipements aux victimes du tsunami. Durant ce trajet, il embarque également le voilier Sill et Veolia de Roland Jourdain, victime d'une avarie sur sa quille au cours du Vendée Globe. Après avoir débarqué le voilier à Roscoff, Normandie Express effectue une campagne d'essais avant de prendre son service commercial en mars 2005.
Durant sa première année d'exploitation par Brittany Ferries, l'équipage du pont et des machines est engagé auprès de Northern Marine, et le navire enregistré à Nassau ; mais les protestations des syndicats vont faire venir le navire sous le pavillon français, avec un équipage national. Il devient la propriété de Brittany Ferries en 2007.
Une avarie de moteur en avril 2010 le contraint à des réparations, après avoir toutefois assuré son service à vitesse réduite durant les congés de Pâques.

### Condor Voyager
Début 2021, Condor Ferries annonce affréter le navire pour la saison en remplacement du Condor Rapide. Il est alors floqué aux couleurs de la compagnie, enregistré à Nassau et rebaptisé Condor Voyager.

## Exploitation

### Lignes régulières passées
Normandie Express desservait deux lignes régulièrement entre mars et octobre :
- Portsmouth — Cherbourg ;
- à partir de mai 2013 il est déployé sur la nouvelle ligne Le Havre — Portsmouth (jeudi, vendredi, samedi, dimanche  - départ 12 h 30).

### Dessertes supplémentaires
En février 2008, Normandie Express a couvert la ligne Plymouth — Roscoff en raison d'une indisponibilité du Pont-l'Abbé.

### Horaires
Ses horaires, en heure locale, étaient :
|         | Départ | Arrivée |
| ------- | ------ | ------- |
| lun-jeu | 8:00   | 12:00   |
| ven-dim | 15:45  | 19:45 h |

|         | Départ | Arrivée |
| ------- | ------ | ------- |
| lun-jeu | 17:30  | 19:30   |
| ven-dim | 20:30  | 22:30   |

|         | Départ | Arrivée |
| ------- | ------ | ------- |
| ven-dim | 07:00  | 11:45   |

|         | Départ | Arrivée |
| ------- | ------ | ------- |
| ven-dim | 12:30  | 15:00   |

### Équipements
Le Condor Voyager est équipé de deux bars, d'un espace restauration, et d'une boutique.

## Galerie

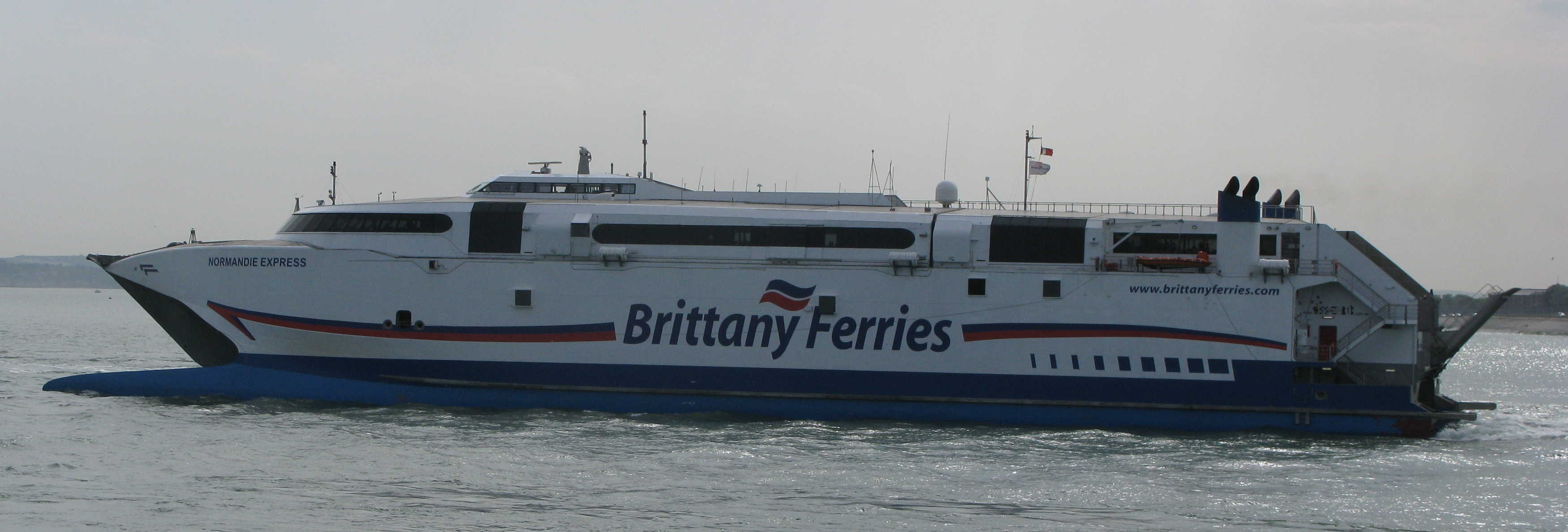
Avec les couleurs de Brittany Ferries en 2009.
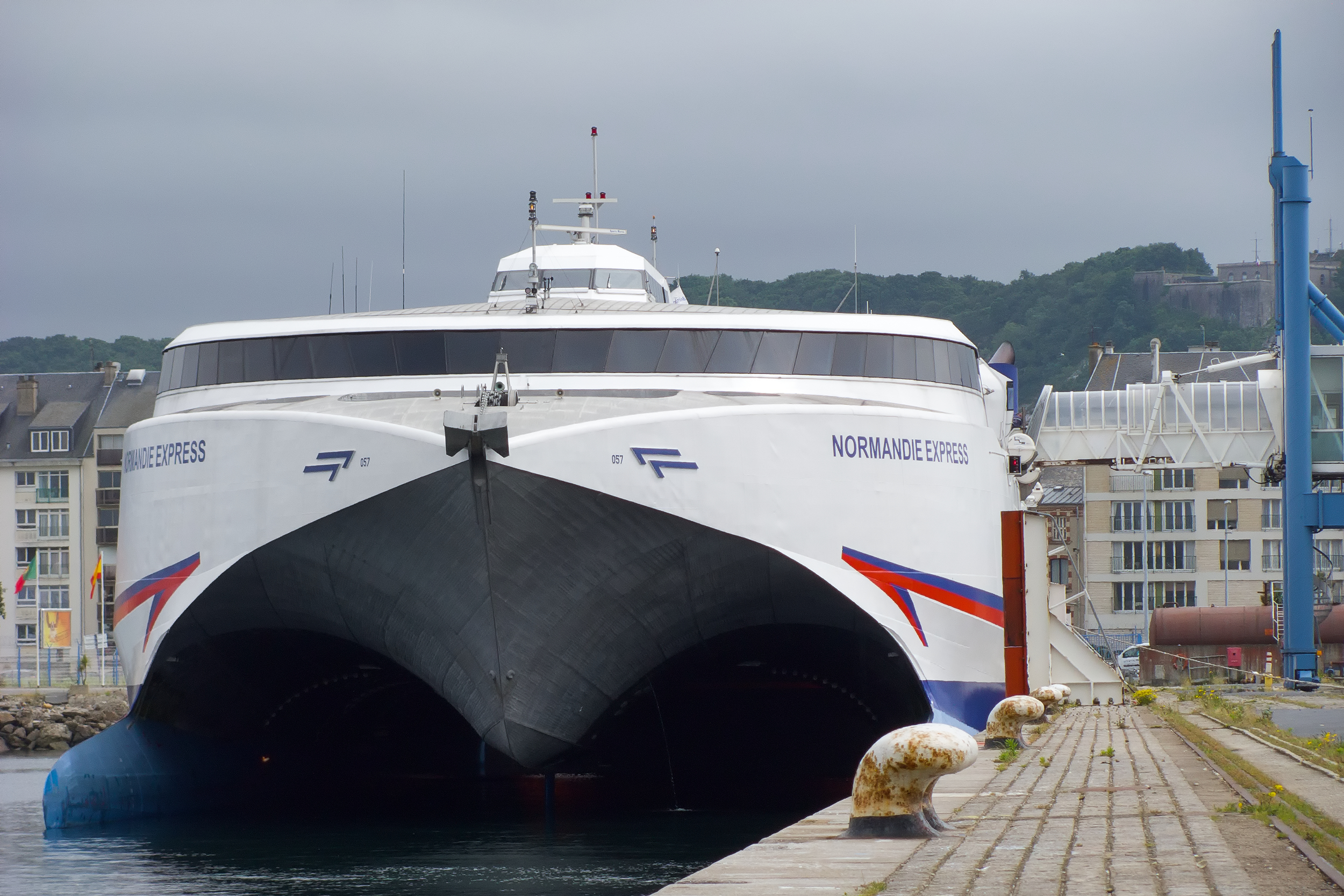
Avant du navire, à quai, en 2012.
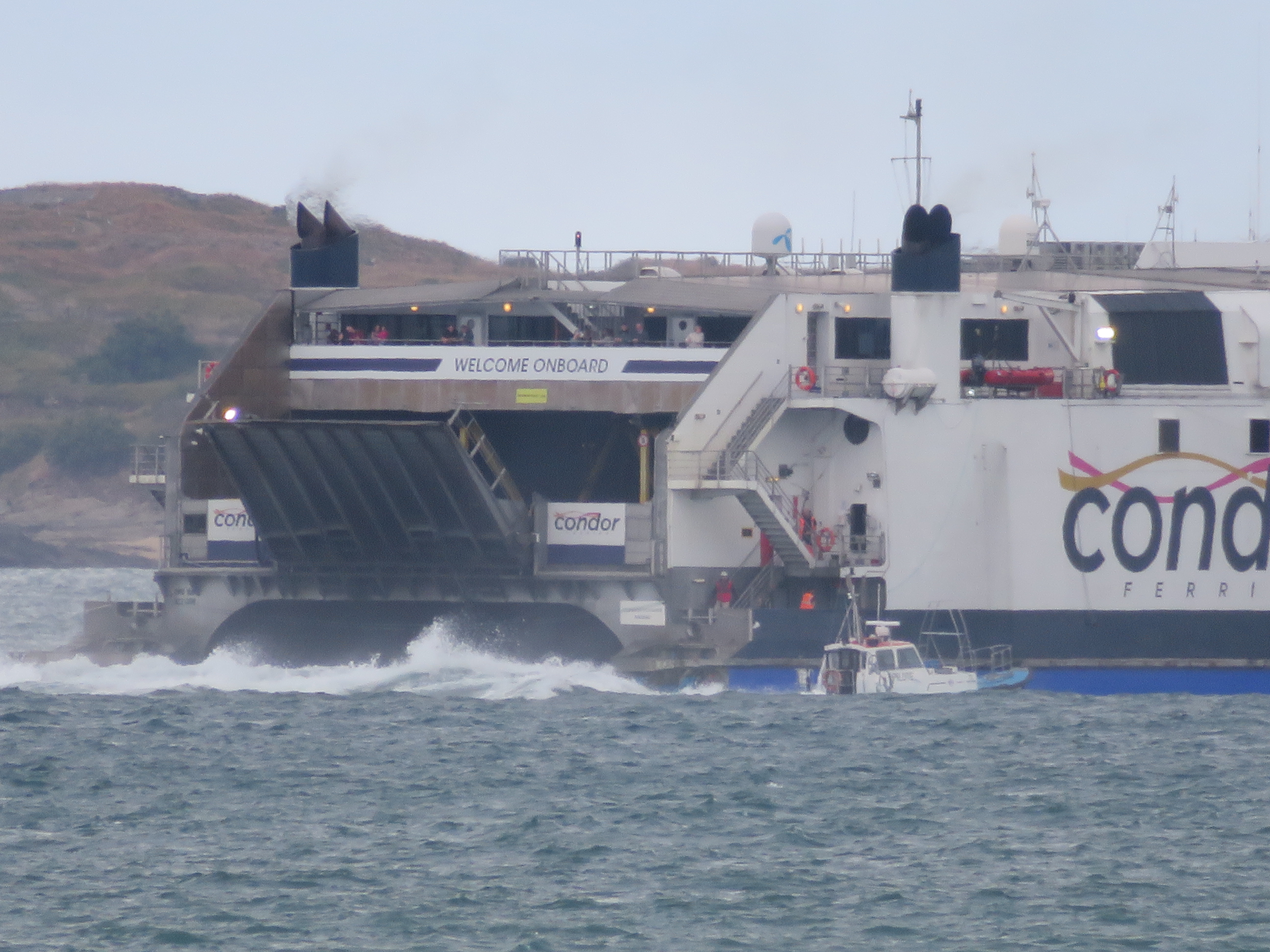
Arrière du navire, en mer, en juillet 2024.

### Source
- (en) Cet article est partiellement ou en totalité issu de l’article de Wikipédia en anglais intitulé « HSC Normandie Express » (voir la liste des auteurs).